# Église Sainte-Catherine de Grand'Rivière
Pour les articles homonymes, voir église Sainte-Catherine.
L'église Sainte-Catherine de Grand'Rivière est une église catholique située à Grand'Rivière, sur l'île de la Martinique, en France.

## Localisation
L'église est située avenue Général-de-Gaulle sur la commune de Grand'Rivière, parcelle du cadastre A 432.

## Histoire
En 1660, les jésuites installent une chapelle dite Notre-Dame-de-Bon-Port à Grand'Rivière, seul lieu de culte jusqu’en 1848, desservie irrégulièrement deux ou trois fois dans l’année. La seule mention de la dédicace de cette chapelle se trouve dans un registre de baptême du père François Pierre Vidal, datant du 26 juin 1699. La chapelle est entretenue par les colons qui habitent le quartier. En 1695, le père dominicain Jean-Baptiste Labat, en tournée dans l’île, vient y célébrer la messe avec le curé de Basse-Pointe, le père Breton. 
Grand'Rivière est rattachée à la paroisse du Macouba en 1743 par le père Mane, supérieur des dominicains. Le premier évêque de la Martinique, Mgr Le Herpeur, obtient dès sa nomination une forte augmentation de l’effectif presbytéral qui permet d’ériger en paroisses diverses chapelles du diocèse. Ainsi, Grand’Rivière est érigée en paroisse en 1850, placée sous la protection de Sainte Catherine d'Alexandrie, et est alors régulièrement desservie. Des travaux d’agrandissement de la chapelle sont lancés le 18 avril 1877 et exécutés en 1878 pour donner naissance à l’église.
L'église et le presbytère sont en grande partie détruits par le violent ouragan du 18 août 1891. Le clocher en bois est alors rebâti en dur avec un toit plat. 
L'église est entièrement rénovée par Étienne Poncelet - Architecte en chef des Monuments historiques, en 2007 et retrouve son clocher original en bois à toit pointu. Les travaux se terminent par son inauguration le 16 juillet 2008.
L'édifice est protégée au titre des monuments historiques - inscription par arrêté en date du 8 décembre 2009.

## Description

### Extérieur

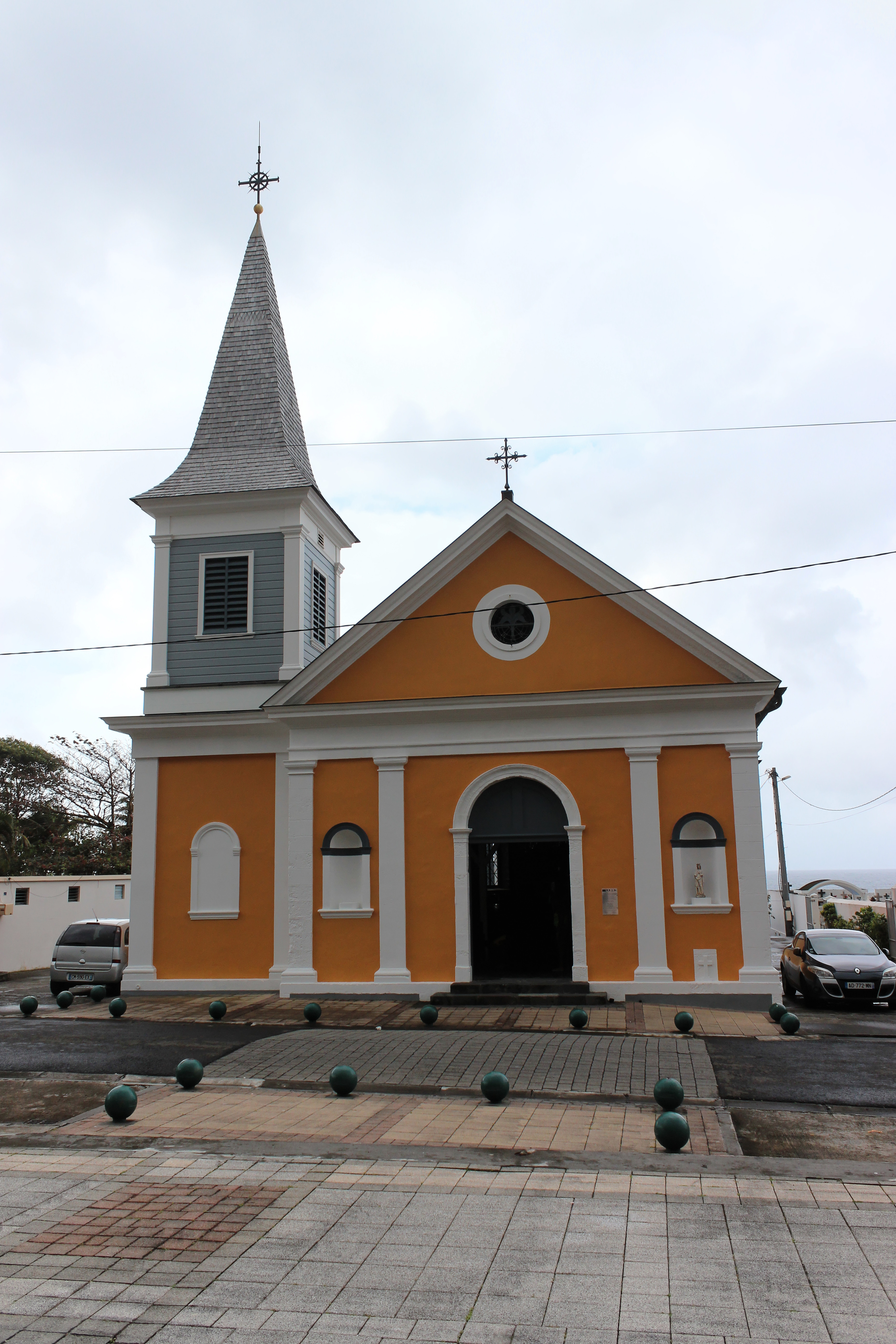
Façade de l'église.

L'église Sainte-Catherine est de plan basilical avec une nef centrale terminée par un chœur hémicirculaire. Le clocher de l'église, en léger retrait de la façade sur le côté gauche, est hors d'œuvre.
La façade principale néo-classique est formée d'un seul niveau rythmé par quatre pilastres à ordre toscan, entre lesquels prennent place un portail au milieu de la façade encadré par deux niches avec des statues, le tout étant couronné d'un grand fronton triangulaire percé d'une petite rosace en son centre. 
Le premier niveau du clocher reprend la même élévation que la façade. Il est surmonté d'un second niveau formé de lattes de bois peintes en gris avec baies à clair-voie sur chaque face encadrées par quatre pilastres à ordre toscan dans les angles. Le tout est couronné d'un haut toit pointu.

### Intérieur
La nef de l'église est formée de quatre travées séparées par des piliers supportant la voûte en berceau plein-cintre en lattes de bois peintes en bleu. Chaque travée est ouverte en son centre d’une baie qui tranche sur le mur blanc par les encadrements en pierre grise qui l'entourent.
La nef se termine par une abside ouverte de deux baies à son niveau inférieur, surmontées d'une fresque représentant le Christ en gloire sur la voûte hémicirculaire, peinte en 2008 par Jean-Philippe Girard.

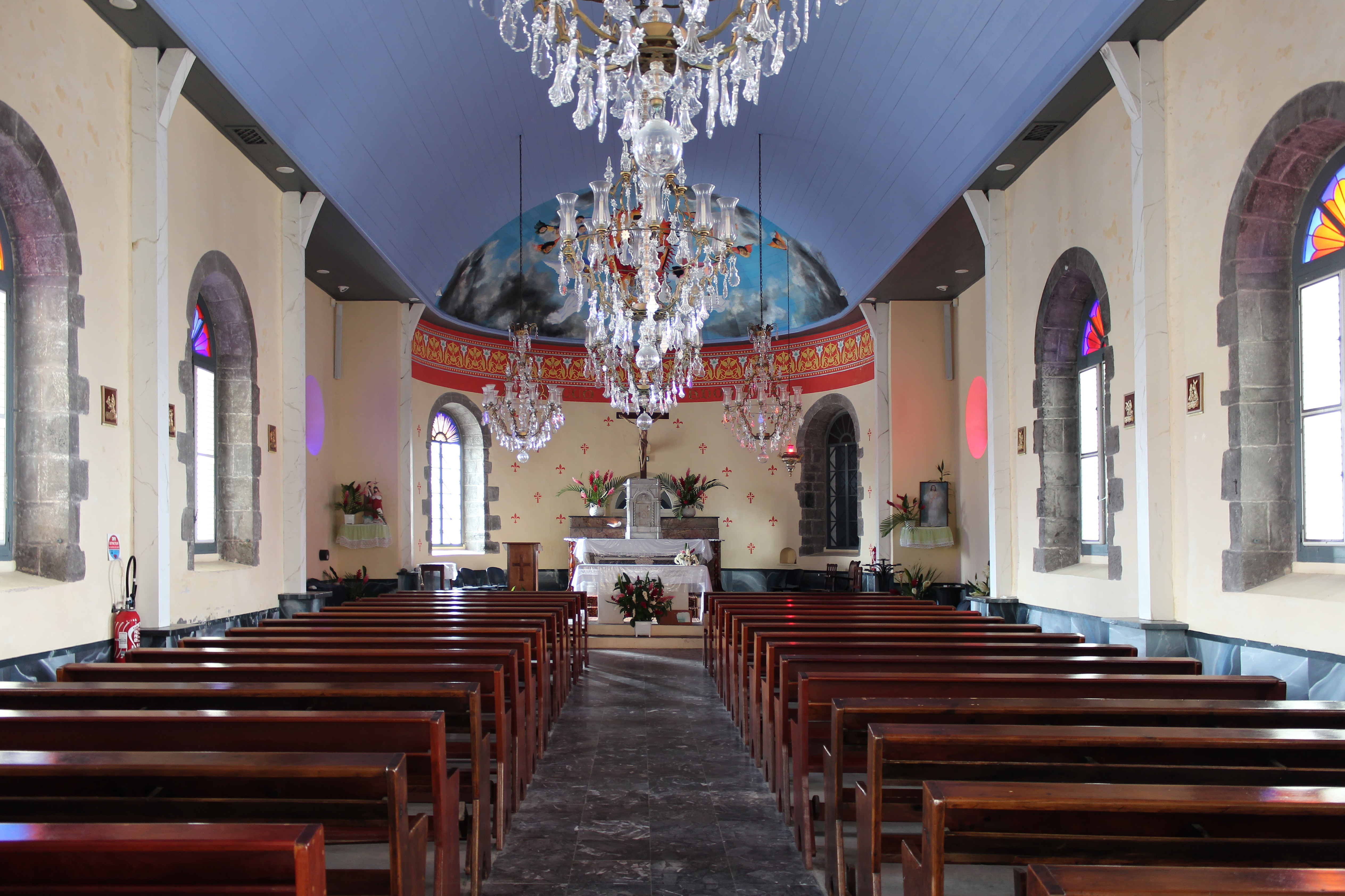
Nef de l'église.
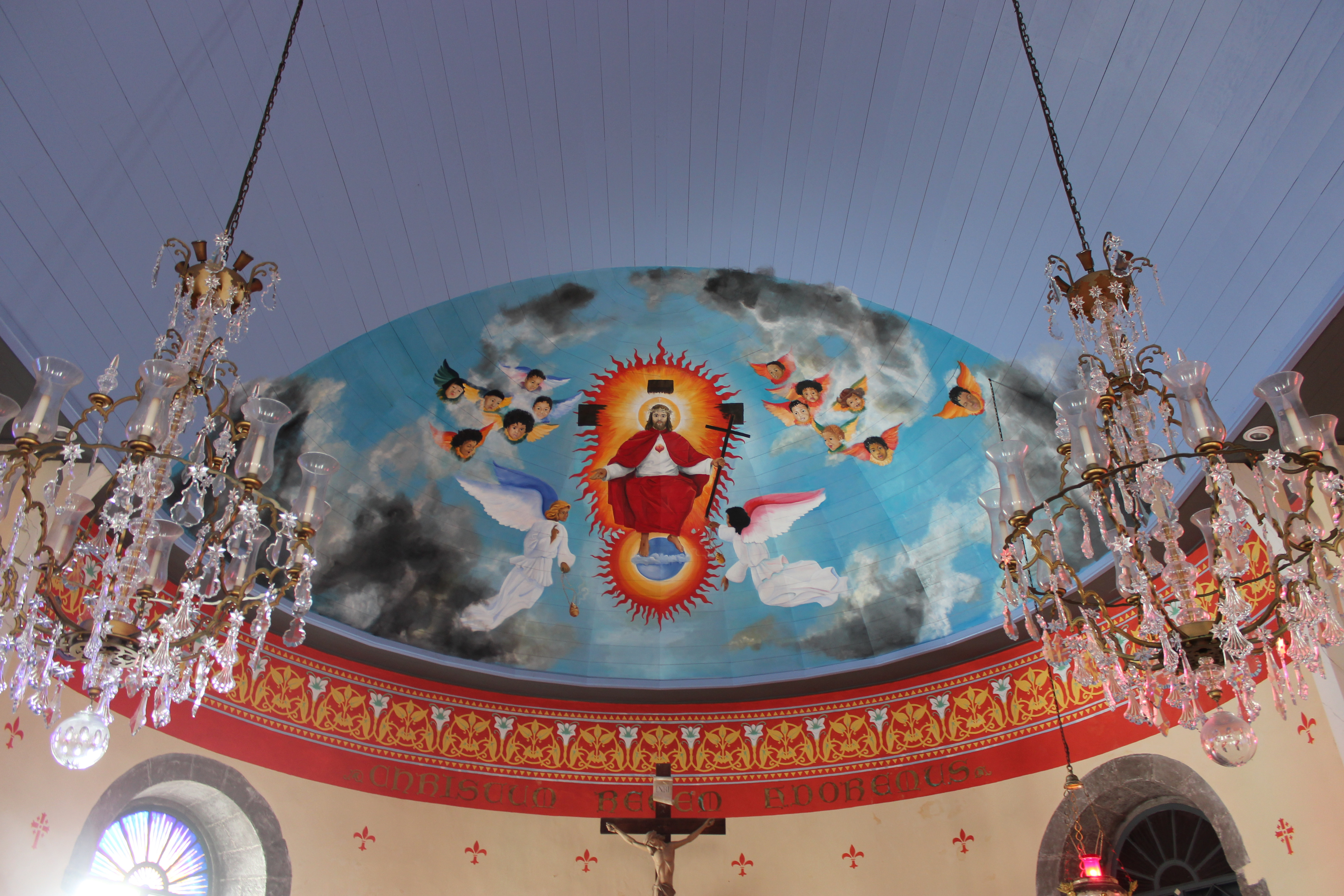
Fresque de l'abside.